# Caltrain
Caltrain (Калтре́йн) — система пригородных поездов в Калифорнии. Единственная линия проходит по полуострову Сан-Франциско и Кремниевой долине. Конечными точками являются Сан-Франциско (пересечение 4-й улицы с Кинг-стрит) на севере и Гилрой на юге.
Линия включает 29 основных станций, одна станция (Stanford Stadium) работает только во время футбольных матчей, и две (Broadway и Atherton) только по выходным.
Основные пересадочные узлы:
- San Francisco Caltrain (пересадка на городской транспорт системы Muni Metro)
- Милбрей (пересадка на поезда BART, к международному аэропорту Сан-Франциско)
- Санта-Клара (автобусы в международный аэропорт Сан-Хосе)
- Сан-Хосе

## История

### Southern Pacific
Первоначальная пригородная железная дорога была построена в 1863 году под управлением San Francisco & San Jose Railroad; В 1870 году дорога была выкуплена компанией Southern Pacific.
В 1904 году SP модернизировала дорогу, сделав её двухпутной и переложив через Bayshore Cutoff. После 1945 года, в связи с ростом количества автомобилей, на дороге значительно сократился пассажиропоток; в 1977 году, из-за не прекращающегося роста убытков, компания ходатайствовала о прекращении перевозок. В ответ законодательный орган Калифорнии издал указ о субсидировании местных перевозок до 1980 года. Что ещё более важно, новый законопроект уполномочил Департамент транспорта Калифорнии (Caltrans) начать переговоры с SP о совместном управлении пассажирским железнодорожным движением и приобретением права перевозок между Сан-Бруно и Дейли-Сити.
В 1980 году департамент транспорта заключил контракт с SP и начал субсидировать убыточные перевозки, чтобы сохранить пригородное движение в регионе. Также, в 1985 году, правительство закупило для железнодорожной сети новые локомотивы и вагоны, модернизировало станции, добавило автобусные маршруты до ближайших предприятий. Новая система получила название CalTrain.